# 15-minutni grad
15-minutni grad (FMC ili 15mC) koncept je urbanog planiranja pri kojem se do većine svakodnevnih potreba i usluga, kao što su posao, kupovina, obrazovanje, zdravstvena skrb i slobodno vrijeme, može lako stići za 15 minuta hoda ili vožnje biciklom iz bilo kojeg dijela grada. Ovaj pristup ima za cilj smanjiti ovisnost o automobilu, promicati zdrav i održiv život te poboljšati dobrobit i kvalitetu života građana.
Provedba koncepta 15-minutnog grada zahtijeva multidisciplinarni pristup, koji uključuje planiranje prijevoza, urbani dizajn i kreiranje politike, kako bi se stvorili dobro dizajnirani javni prostori, ulice prilagođene pješacima i prostori mješovite namjene. Ova promjena u načinu života može uključivati rad na daljinu, koji smanjuje svakodnevno putovanje na posao, a istog podupire nedavno proširenje dostupnosti informacijske i komunikacijske tehnologije (ICT). Koncept je opisan kao "povratak lokalnom načinu života". 
Korijeni ovog koncepta sežu do tradicije predmodernog urbanog planiranja gdje su hodanje i život u zajednici bili primarni fokus prije pojave uličnih mreža i automobila. U novije vrijeme, temelji se na sličnim načelima, usmjerenim na pješake, koja su uspostavljena u novom urbanizmu, razvoju usmjerenom na promet i drugim sličnim prijedlozima koji promiču prohodnost, razvoj prostora mješovite namjene i kompaktne zajednice pogodne za život. Predloženi su brojni modeli o načinu implementacije koncepta, kao na primjer model gradnje 15-minutnih gradova od niza manjih 5-minutnih četvrti, ujedno poznatih kao potpune zajednice ili pješačke četvrti.
Tijekom 2023. godine pojavljuju se teorije zavjere koje su 15-minutne gradove opisale kao instrumente vladine represije.

## Povijest
Koncept 15-minutnog grada razvio se iz povijesnih ideja o blizini i prohodnosti, poput kopntroverzne četvrti Clarencea Perryja. Kao inspiraciju za 15-minutni grad, Carlos Moreno, savjetnik Anne Hidalgo, naveo je model Jane Jacobs predstavljen u knjizi The Death and Life of Great American Cities.
Trenutna klimatska kriza i pandemija COVID-19 dovele su do pojačanog fokusa na koncept 15-minutnog grada. U srpnju 2020. udruženje gradova pod nazivom C40 Cities Climate Leadership Group objavilo je smjernice za "bolju izgradnju" gradskog prostora po uzoru na koncept 15-minutnog grada, referirajući se posebice na planove implementirane u Milanu, Madridu, Edinburghu i Seattleu nakon izbijanja COVID-19. Njihovo izvješće naglasilo je važnost uključivog angažmana zajednica kroz mehanizme poput participativnog proračuna te prilagodbe gradskih planova i infrastrukture kako bi se stimulirale čvrste i cjelokupne zajednice.
U Manifestu objavljenom u Barceloni, u travnju 2020. godine, predložene su radikalne promjene u organizaciji gradova u jeku pandemije COVID-19, a potpisalo ga je 160 akademika i 300 arhitekata. Prijedlog sadrži četiri ključna elementa: reorganizaciju mobilnosti, (re) naturalizaciju grada, dekomodifikaciju stanovanja te smanjenje rasta proizvodnje i potrošnje.

## Modeli istraživanja
15-minutni grad prijedlog je za razvoj policentričnog grada, gdje je zbijenost ugodna, blizina živahna, a društveni intenzitet (veliki broj produktivnih, zamršeno povezanih društvenih veza) stvaran. Ključni element modela Carlos Moreno opisao je kao "krono-urbanizam" ili ponovno fokusiranje interesa na vrijednost vremena, a ne na trošak istog.

### Moreno i 15-minutni grad
U članku urbanista Carlosa Morena iz 2021. predstavljen je koncept 15-minutnog grada kao način da se osigura da se stanovnicima gradova osigura ispunjavanje šest osnovnih funkcija unutar 15 minuta hoda ili vožnje biciklom od mjesta stanovanja: život, rad, trgovina, zdravstvena skrb, obrazovanje i zabava.  Okvir ovog modela sastoji se od četiri komponente; gustoće, blizine, raznolikosti i digitalizacije.
Moreno navodi rad Nikosa Salingarosa, koji smatra kako postoji optimalna gustoća za urbani razvoj koja bi potaknula lokalna rješenja za lokalne probleme. Autori raspravljaju o blizini u kontekstu prostora i vremena, tvrdeći da bi 15-minutni grad smanjio prostor i vrijeme potrebno za aktivnost. Raznolikost ovoga modela odnosi se na razvoj prostora mješovite namjene i multikulturalne četvrti, za koje Moreno i drugi teoretičari tvrde da bi poboljšali urbano iskustvo i potaknuli sudjelovanje zajednice u procesu planiranja. Digitalizacija je ključni aspekt 15-minutnog grada koji potječe iz koncepta pametnih gradova. Moreno i drugi također smatraju da je Četvrta industrijska revolucija smanjila potrebu za dnevnim migracijama zbog pristupa tehnologiji, kao što su virtualna komunikacija i online kupovina. Zaključili su da bi ove četiri komponente, kada bi se implementirale u većem opsegu, formirale pristupačan grad s visokom kvalitetom života.

### Larson i 20-minutni grad
Kent Larson opisao je koncept 20-minutnog grada na TED govoru 2012., a njegova City Science Group pri MIT Media Labu razvila je platformu za simulaciju susjedstva kako bi integrirala potreban dizajn, tehnologiju i intervencijske politike u "kompaktne urbane ćelije". Na svom predavanju "O gradovima" za Norman Foster Foundation, izjavio je da planet Zemlja postaje mreža gradova i da će uspješni gradovi u budućnosti evoluirati u mrežu visokoučinkovitih, otpornih, poduzetničkih zajednica. 

### D'Acci i T*-minutni grad
2013. godine Luca D'Acci predstavio je koncept Isobenefit urbanizma, spontano vođeni pristup planiranju temeljen na morfogenetskom kodu koji inducira T*-minutni grad (T*= razumno vrijeme koje je potrebno da se hodanjem stigne do odredišta) pri čemu pojedinac unutar 1 kilometra/1 milje može dostići: prirodu, trgovine, sadržaje, usluge i radno mjesto. Temelji se na kodu za simulaciju Isobenefit urbane morfogeneze. To je kod za simulaciju scenarija urbanog rasta modificiranjem vrijednosti parametara prema željama pojedinaca. Potonji su povezani s gustoćom, površinom, veličinom populacije, slučajnim čimbenicima i uspostavljenim vjerojatnostima. Ovaj model urbanog rasta rezultira beskonačnim ishodima koji zadovoljavaju ciljnu funkciju Isobenefit urbanizma.

### Weng i 15-minutna pješačka četvrt
U članku iz 2019. koristeći Šangaj kao studiju slučaja, Weng i suradnici predložili su 15-minutnu pješačku četvrt s fokusom na zdravlje, a posebno na nezarazne bolesti. Autori pretpostavljaju da je ovaj koncept način za poboljšanje zdravlja rezidenata, ujedno dokumentirajući postojeće razlike u mogućnosti hodanja unutar Šangaja. Otkrili su da su ruralna područja, u prosjeku, znatno manje prohodna, a područja s niskom prohodnošću obično imaju veći udio djece. U usporedbi s Morenom i suradnicima, ovi su se autori više usredotočili na zdravstvene dobrobiti hodanja i razlike u hodanju te na raširenost među dobnim skupinama.>

### Da Silva i 20-minutni grad
U svom članku iz 2019., Da Silva i suradnici navode primjer Tempe, Arizona, provodeći studiju slučaja urbanog prostora gdje se sve potrebe mogu naći u krugu od 20 minuta hoda i vožnje biciklom. Autori su došli do zaključka da je Tempe vrlo pristupačan grad, osobito biciklom, ali pristupačnost varira s obzirom na geografsko područje. U usporedbi s Morenom i suradnicima, autori su se više usredotočili na pristupačnost unutar izgrađenog okoliša.

## Implementacije

### Afrika
Lagos, Nigerija, pretvorio je škole, zatvorene zbog pandemije COVID-19, u trgovine prehranom kako bi se izbjeglo panično kupovanje. Također, smanjeno je vrijeme putovanja na posao i povećane su zalihe hrane unutar zajednica.

### Azija
2019. godine Singapurska uprava za kopneni promet predložila je plan razvoja koji je uključivao ciljeve 20-minutnih gradova i 45-minutnih gradova do 2040.
Izrael je prihvatio koncept 15-minutnog grada u novim stambenim naseljima. Prema Orliju Ronenu, voditelju Laboratorija za urbane inovacije i održivost u Porter School for Environmental Studies na Sveučilištu Tel Aviv, Tel Aviv, Haifa, Beersheba i središnji Jeruzalem bili su učinkoviti u ostvarivanju koncepta, barem djelomično tijekom novog razvoja događaja, ali samo je Tel Aviv bio relativno uspješan.

#### Kina
Masterplan za Šangaj iz 2016. godine predložio je 15-minutne krugove u zajednici, gdje bi rezidenti mogli ispuniti sve svoje obveze kroz 15 minuta hoda. Životni krug zajednice implementiran je i u drugim kineskim gradovima, poput Baodinga i Guangzhoua.
Standard za planiranje i projektiranje urbanih stambenih područja (GB 50180–2018), nacionalna norma koja je stupila na snagu 2018., propisuje četiri razine stambenih područja: 15-minutna pješačka četvrt, 10-minutna pješačka četvrt, 5-minutna pješačka četvrt i blok četvrti. Među njima, "15-minutna pješačka četvrt" podrazumijeva "stambeno područje podijeljeno prema načelu zadovoljenja materijalnih, životnih i kulturnih potreba hodajući 15 minuta; područje je uglavnom okruženo glavnim gradskim cestama ili granicama mjesta, s populacijom od 50 do 100 tisuća ljudi (oko 17 do 32 tisuće kućanstava) i kompletnim pratećim objektima."
Chengdu je, boreći se protiv konurbacije, naručio izradu plana "Velikog grada", gdje bi razvoj na rubovima grada bio dovoljno gust da podrži sve potrebne usluge unutar 15 minuta hoda. 

### Europa
Gradonačelnica Pariza Anne Hidalgo predstavila je koncept 15-minutnog grada u svojoj izbornoj kampanji 2020. i započela s implemetacijom tijekom pandemije COVID-19. Na primjer, školska igrališta pretvorena su u parkove nakon radnog vremena, dok su Place de la Bastille i drugi trgovi preuređeni sadnjom drveća i biciklističkim stazama.
Cagliari, grad na talijanskom otoku Sardiniji, započeo je izradustrateškog plana s ciljem revitalizacije grada i poboljšanja prohodnosti. Grad je aktivno tražio povratne informacije kroz participativni proces planiranja, kao što je opisano u Morenovom modelu. Jedinstveni aspekt plana odnosi se na prenamjenu javnih prostora i zgrada koje više nisu u uporabi, a ujedno je povezan s općim modelom urbane intenzifikacije.

### Sjeverna Amerika
2012. godine, Portland, Oregon, razvio je plan za cjelovite četvrti unutar grada, ččiji su ciljevi pružanje podrške mladima, osiguranje pristupačnog smještaja te promocija razvoja i trgovine koje predvodi zajednica, u povijesno nedovoljno opskrbljienim četvrtima. Slično modelu Wenga i suradnika, Portlandski plan naglašava pješačenje i vožnju biciklom kao način poboljšanja zdravlja i naglašava važnost dostupnosti cjenovno pristupačne zdrave hrane. Portlandski plan poziva se na visok stupanj transparentnosti i angažmana zajednice tijekom procesa planiranja, što je slično razlikovnoj komponenti modela Morena i suradnika.

### Južna Amerika
U ožujku 2021. u Bogotá, Kolumbija, izgrađena su 84 kilometra biciklističkih staza kako bi se potaknulo socijalno distanciranje tijekom pandemije COVID-19. Ovo proširenje nadopunilo je praksu Ciclovía, nastalu u Kolumbiji 1974., gdje bicikli imaju primarnu ulogu na ulicama. Ova mreža biciklističkih staza ujedno je najduža staza takve vrste na svijetu.

### Oceanija
Grad Melbourne, Australija, razvio je Melbourneški plan 2017. – 2050. kako bi postigao rast i smanjio konurbacije. Plan sadrži višestruke elemente koncepta 15-minutnog grada, uključujući nove biciklističke staze i konstrukciju "20-minutnih četvrti".

## Implikacije
15-minutni grad, s naglaskom na prohodnosti i pristupačnosti, predstavljen je kao način boljeg služenja grupama ljudi koje su u povijesti izostavljene iz planiranja, poput žene, djeca, osobe s invaliditetom, osoba s mentalnim poremećajima i starije populacije.
Također, naglašena je društvena infrastruktura kako bi se maksimizirale urbane funkcije kao što su škole, parkovi i dodatne aktivnosti za stanovnike. Veliki je fokus i na pristupu zelenim površinama, što može predstavljati pozitivan utjecaj na okoliš, poput povećanjabioraznolikosti gradova i pomoći u zaštiti grada od invazivnih vrsta. Studije su pokazale da povećani pristup zelenim površinama može imati pozitivan utjecaj na mentalno i fizičko zdravlje rezidenata, reducirajući stres i negativne emocije, povećavajući sreću, poboljšavajući san i promičući pozitivne društvene interakcije. Stanovnici gradova koji obitavaju u blizini zelenih površina više se kreću te na taj način poboljšavaju svoje psihičko i mentalno zdravlje.

## Ograničenja
Iako teorija ima mnoge potencijalne prednosti, uključujući smanjenu ovisnost o automobilima i promicanje pješačenja u urbanim područjima, ista se susreće s pojedinim ograničenjima.
Jedno od ograničenja odnosi se na poteškoće i nepraktičnost implementacije koncepta 15-minutnog grada u već izgrađenim urbanim područjima, gdje su obrasci korištenja zemljišta i infrastruktura postojeći. Osim toga, koncept vjerojatno nije izvediv u područjima s niskom gustoćom naseljenosti ili u zajednicama s niskim prihodima gdje su mogućnosti prijevoza ograničene.
Još jedno ograničenje je to što model nije univerzalan – lakše ga je implementirati u gradovima s manje urbanog širenja, poput onih u Europi, nego u gradovima s velikim širenjem, poput onih u Aziji i Sjevernoj Americi. Uočene iznimke uključuju Chengdu, koji je koristio koncept 15-minutnog grada za suzbijanje širenja, i Melbourne, gdje je Sally Capp, gradonačelnica Melbournea, naglasila važnost javnog prijevoza u proširenju radijusa 15-minutnog grada. 
Nadalje, kada se koncept primjenjuje kao istraživački alat za prostornu analizu, isti se referira na uporabu izokrona pri izražavanju radijusa lokalnog područja. Izokrone imaju dugu povijest uporabe u planiranju prometa i primarno su konstruirane koristeći dvije varijable: vrijeme i brzinu. Međutim, oslanjanje na konvencije široke populacije, kao što je brzina hoda, za procjenu tampon zona pristupačnih područja može rezultirati nepreciznim održavanjem mogućnosti mobilnosti određenih skupina, poput starije populacije. Isto može dovesti do potencijalnih nepreciznosti i pogrešaka u istraživačkim modelima. 

## Kritika
Georgia Pozoukidou i Zoi Chatziyiannaki u časopisu Sustainability tvrde da stvaranje gustih urbanih jezgri, pogodnih za pješačenje, često dovodi do gentrifikacije ili raseljavanja stanovnika s nižim prihodima u udaljene četvrti zbog rasta vrijednosti nekretnina; kako bi se tome suprotstavili, Pozoukidou i Chatziyiannaki zalažu se za to da odredbe o pristupačnom stanovanju budu sastavni dio FMC politike.

## Teorije zavjere
2023. godine javljaju se neutemeljene teorije zavjere o konceptu 15-minutnog grada, koje su ovaj model opisale kao instrument državne opresije. Te su tvrdnje često povezane s drugim teorijama zavjere koje tvrde da zapadne vlade nastoje vršiti opresiju nad svojim stanovništvom, poput QAnona, anticijepljenja ili dezinformacija povezanih s 5G tehnologijom. Zagovornici 15-minutnog grada, uključujući Carlosa Morena, dobili su prijetnje smrću.
Neki teoretičari zavjere povezuju 15-minutni koncept s britanskim pristupom susjedstva smanjenog prometa, koji uključuje skenere registarskih tablica. To je navelo teoretičare zavjere do zaključka kako bi 15-minutni grad doveo do kažnjavanja stanovnika ako napuste svoje matične četvrti, ili da bi ljude zatvorio u "zatvore na otvorenom". U prosvjedu održanom u Oxfordu 2023. godine, sudjelovalo je oko 2.000 prosvjednika, a znakovima je 15-minutni grad prikazan kao „geto“ i instrument „tiranske kontrole“ Svjetskog ekonomskog foruma.
Kanadski psiholog Jordan Peterson opisao je 15-minutne gradove kao "perverziju", povezujući ih s teorijom zavjere " Velikog resetiranja". Zastupnik britanske Konzervativne stranke Nick Fletcher nazvao je 15-minutne gradove "međunarodnim socijalističkim konceptom" tijekom rasprave u britanskom parlamentu, u veljači 2023. Pristaše QAnona tvrde da je iskliznuće vlaka s opasnim kemikalijama iz tračnica u veljači 2023. u istočnoj Palestini, Ohio, bilo dio namjerne zavjere pri čemu se htjelo prisiliti ruralno stanovništvo na 15-minutne gradove kako bi se ograničila njihova osobna sloboda.
 

## Vanjske poveznice
- La ville du quart d'heure : pour un nouveau chrono-urbanisme. La Tribune. 5. listopada 2016. Pristupljeno 17. veljače 2023.
- Franqueville, Pierre. 2014. La bibliothèque dans la ville : du chrono-urbanisme à la chrono-bibliothéconomie. Ouvrir plus, ouvrir mieux. Presses de l’enssib. str. 75–85. doi:10.4000/books.pressesenssib.3284. ISBN 9791091281393. Pristupljeno 13. veljače 2023.
- Reid, Carlton. Every Street In Paris To Be Cycle-Friendly By 2024, Promises Mayor. Forbes
- Paris mayor unveils '15-minute city' plan in re-election campaign. The Guardian. 7. veljače 2020.
- My Portland Plan: What Makes a Neighborhood Complete?. www.portlandonline.com